# Нордерштет
Нордерштет (њем. Norderstedt) град је у њемачкој савезној држави Шлезвиг-Холштајн. Једно је од 95 општинских средишта округа Зегеберг. Према процјени из 2010. у граду је живјело 71.929 становника. Посједује регионалну шифру (AGS) 1060063, NUTS (DEF0D) и LOCODE (DE NOT) код.

## Географски и демографски подаци
Нордерштет се налази у савезној држави Шлезвиг-Холштајн у округу Зегеберг. Град се налази на надморској висини од 36 метара. Површина општине износи 58,1 km². У самом граду је, према процјени из 2010. године, живјело 71.929 становника. Просјечна густина становништва износи 1.238 становника/km².

## Међународна сарадња
| Мјесто         | Држава               | Врста сарадње | Од    |
| -------------- | -------------------- | ------------- | ----- |
| Звајндрехт     | Холандија            | партнерство   | 1981. |
| Одби и Вигстон | Уједињено Краљевство | партнерство   | 1977. |
|                | Француска            | партнерство   | 1966. |
| Катла-Јерве    | Естонија             | партнерство   | 1989. |
| Извор          |                      |               |       |